# Golden Raspberry Awards 2012
De Golden Raspberry Awards 2012-uitreiking vond plaats op 23 februari 2013, een dag voor de uitreiking van de Oscars. De prijs werd toegekend aan de slechtste uitvoeringen betreffende film uit 2012. De genomineerden werden bekendgemaakt op 8 januari 2013. Het is de 33e editie van dit evenement.

## Genomineerden en winnaars
| "Winnaar"* |

| Categorie | Nominaties |
| --- | ---------- |
| Slechtste film |            |
| The Twilight Saga: Breaking Dawn Part 2 (Summit Entertainment)                                                                    |            |
| A Thousand Words (Paramount / DreamWorks)                                                                                         |            |
| Battleship (Universal) |            |
| That's My Boy (Columbia) |            |
| The Oogieloves in the Big Balloon Adventure (Kenn Viselman)                                                                       |            |
| Slechtste acteur |            |
| Adam Sandler in That's My Boy |            |
| Eddie Murphy in A Thousand Words                                                                                                  |            |
| Nicolas Cage in Ghost Rider: Spirit of Vengeance en Seeking Justice                                                               |            |
| Robert Pattinson in The Twilight Saga: Breaking Dawn Part 2                                                                       |            |
| Tyler Perry in Alex Cross en Good Deeds                                                                                           |            |
| Slechtste actrice |            |
| Kristen Stewart in Snow White and the Huntsman en The Twilight Saga: Breaking Dawn Part 2                                         |            |
| Barbra Streisand in The Guilt Trip                                                                                                |            |
| Katherine Heigl in One for the Money                                                                                              |            |
| Milla Jovovich in Resident Evil: Retribution                                                                                      |            |
| Tyler Perry (as Madea) in Madea's Witness Protection                                                                              |            |
| Slechtste mannelijke bijrol |            |
| Taylor Lautner in The Twilight Saga: Breaking Dawn Part 2                                                                         |            |
| David Hasselhoff (als zichzelf) in Piranha 3DD                                                                                    |            |
| Liam Neeson in Battleship en Wrath of the Titans                                                                                  |            |
| Nick Swardson in That's My Boy |            |
| Vanilla Ice (als zichzelf) in That's My Boy                                                                                       |            |
| Slechtste vrouwelijke bijrol |            |
| Rihanna in Battleship |            |
| Ashley Greene in The Twilight Saga: Breaking Dawn Part 2                                                                          |            |
| Brooklyn Decker in Battleship en What to Expect When You're Expecting                                                             |            |
| Jennifer Lopez in What to Expect When You're Expecting                                                                            |            |
| Jessica Biel in Playing for Keeps en Total Recall                                                                                 |            |
| Slechtste duo |            |
| Mackenzie Foy en Taylor Lautner in The Twilight Saga: Breaking Dawn Part 2                                                        |            |
| Adam Sandler en met ofwel Leighton Meester, Andy Samberg of Susan Sarandon in That's My Boy                                       |            |
| Eender welke twee acteurs uit Jersey Shore in The Three Stooges                                                                   |            |
| Robert Pattinson en Kristen Stewart in The Twilight Saga: Breaking Dawn Part 2                                                    |            |
| Tyler Perry en zichzelf in Madea's Witness Protection                                                                             |            |
| Slechtste Prequel, Remake, Rip-off of Sequel                                                                                      |            |
| The Twilight Saga: Breaking Dawn Part 2                                                                                           |            |
| Ghost Rider: Spirit of Vengeance (Columbia)                                                                                       |            |
| Madea's Witness Protection (Lionsgate)                                                                                            |            |
| Piranha 3DD (Dimension) |            |
| Red Dawn (FilmDistrict) |            |
| Slechtste regisseur |            |
| Bill Condon voor The Twilight Saga: Breaking Dawn Part 2                                                                          |            |
| John Putch voor Atlas Shrugged: Part II                                                                                           |            |
| Peter Berg voor Battleship |            |
| Sean Anders voor That's My Boy |            |
| Tyler Perry voor Good Deeds en Madea's Witness Protection                                                                         |            |
| Slechtste verhaal |            |
| That's My Boy (geschreven door David Caspe, gemodifieerd door Adam Sandler, Tim Herlihy, Robert Smigel, David Wain en Ken Marino) |            |
| A Thousand Words (Steve Koren) |            |
| Atlas Shrugged: Part II (Duke Sandefur, Brian Patrick O'Toole en Duncan Scott, gebaseerd op een roman van Ayn Rand)               |            |
| Battleship (Jon en Erich Hoeber, gebaseerd op een bordspel van Hasbro)                                                            |            |
| The Twilight Saga: Breaking Dawn Part 2 (Melissa Rosenberg en Stephenie Meyer, gebaseerd op een roman van Stephenie Meyer)        |            |
| Slechtste cast |            |
| De volledige cast van The Twilight Saga: Breaking Dawn Part 2                                                                     |            |
| De volledige cast van Battleship                                                                                                  |            |
| De volledige cast van Madea's Witness Protection                                                                                  |            |
| De volledige cast van That's My Boy                                                                                               |            |
| De volledige cast van The Oogieloves in the Big Balloon Adventure                                                                 |            |

## Totale nominaties
- The Twilight Saga: Breaking Dawn Part 2 - 11 (7 gewonnen)
- That's My Boy - 8 (2 gewonnen)
- Battleship - 7 (1 gewonnen)
- Madea's Witness Protection - 5
- A Thousand Words - 3
- Atlas Shrugged: Part II, Ghost Rider: Spirit of Vengeance, Good Deeds, The Oogieloves in the Big Balloon Adventure, Piranha 3DD, What to Expect When You're Expecting - 2
- Alex Cross, The Guilt Trip, One for the Money, Playing for Keeps, Red Dawn, Resident Evil: Retribution, Seeking Justice, Snow White and the Huntsman, The Three Stooges, Total Recall, Wrath of the Titans - 1

1980 ·
1981 ·
1982 ·
1983 ·
1984 ·
1985 ·
1986 ·
1987 ·
1988 ·
1989 ·
1990 ·
1991 ·
1992 ·
1993 ·
1994 ·
1995 ·
1996 ·
1997 ·
1998 ·
1999 ·
2000 ·
2001 ·
2002 ·
2003 ·
2004 ·
2005 ·
2006 ·
2007 ·
2008 ·
2009 ·
2010 ·
2011 ·
2012 ·
2013 ·
2014 ·
2015 ·
2016 ·
2017 ·
2018 ·
2019 ·
2020 ·
2021 ·
2022 ·
2023 ·
2024